# Richard Marner
Richard Marner, född Aleksandr Moltjanov (ryska: Александр Молчанов) den 27 mars 1921 i Sankt Petersburg i Ryssland, död 18 mars 2004 i Perth i  Skottland, var en ryskfödd brittisk skådespelare. Han gjorde bland annat rollen som överste Kurt von Strohm i 'Allå, 'allå, 'emliga armén.

## Filmografi (urval)
- 1951 – Afrikas drottning
- 1956 – Mannen som visste för mycket (ej krediterad)
- 1956 – Han gav sig aldrig (ej krediterad)
- 1957 – Generalen kidnappad
- 1957 – Han som kom undan
- 1958 – En iskall i Alexandria
- 1962 – Fånglägersabotören
- 1965 – Agent K med pass till evigheten
- 1965 – Spionen som kom in från kylan
- 1967 – Man lever bara två gånger (ej krediterad)
- 1967 – 12 fördömda män (ej krediterad)
- 1968 – Isadora (ej krediterad)
- 1978 – Pojkarna från Brasilien
- 1982–1992 – 'Allå, 'allå, 'emliga armén (TV-serie)
- 2002 – The Sum of All Fears